# Wereldkampioenschap superbike van Shah Alam 1991
Het wereldkampioenschap superbike van Shah Alam 1991 was de negende ronde van het wereldkampioenschap superbike 1991. De races werden verreden op 1 september 1991 op Shah Alam in Shah Alam, Maleisië.

## Race 1
| Pos | Nr | Rijder            | Constructeur | Rondes | Tijd        | Grid | Punten |
| --- | -- | ----------------- | ------------ | ------ | ----------- | ---- | ------ |
| 1   | 1  | Raymond Roche     | Ducati       | 26     | 38:56.060   | 2    | 20     |
| 2   | 2  | Fabrizio Pirovano | Yamaha       | 26     | +3.500      | 10   | 17     |
| 3   | 25 | Davide Tardozzi   | Ducati       | 26     | +3.720      | 6    | 15     |
| 4   | 23 | Doug Polen        | Ducati       | 26     | +3.900      | 1    | 13     |
| 5   | 4  | Rob Phillis       | Kawasaki     | 26     | +4.760      | 4    | 11     |
| 6   | 9  | Giancarlo Falappa | Ducati       | 26     | +12.150     | 7    | 10     |
| 7   | 77 | Aaron Slight      | Kawasaki     | 26     | +15.140     | 5    | 9      |
| 8   | 5  | Carl Fogarty      | Honda        | 26     | +20.050     | 11   | 8      |
| 9   | 3  | Stéphane Mertens  | Ducati       | 26     | +24.170     | 3    | 7      |
| 10  | 7  | Terry Rymer       | Yamaha       | 26     | +25.950     | 8    | 6      |
| 11  | 55 | Andrew Stroud     | Kawasaki     | 26     | +28.310     | 12   | 5      |
| 12  | 27 | Fred Merkel       | Honda        | 26     | +28.700     | 9    | 4      |
| 13  | 24 | Jeffry de Vries   | Yamaha       | 26     | +42.390     | 17   | 3      |
| 14  | 30 | Juan López Mella  | Honda        | 26     | +44.220     | 13   | 2      |
| 15  | 66 | James Knight      | Kawasaki     | 26     | +45.720     | 14   | 1      |
| 16  | 31 | Simon Crafar      | Yamaha       | 26     | +49.220     | 16   |        |
| 17  | 35 | Scott Doohan      | Yamaha       | 26     | +49.650     | 15   |        |
| 18  | 99 | Jean-Yves Mounier | Yamaha       | 26     | +53.200     | 19   |        |
| 19  | 33 | Meng Heng Kuan    | Yamaha       | 26     | +1:32.210   | 20   |        |
| 20  | 46 | Simon Cheung      | Honda        | 24     | +2 ronden   | 21   |        |
| 21  | 40 | Peter Smolik      | Suzuki       | 23     | +3 ronden   | 22   |        |
| DNF | 37 | Trevor Jordan     | Suzuki       | 7      | Uitgevallen | 18   |        |

## Race 2
| Pos | Nr | Rijder            | Constructeur | Rondes | Tijd        | Grid | Punten |
| --- | -- | ----------------- | ------------ | ------ | ----------- | ---- | ------ |
| 1   | 1  | Raymond Roche     | Ducati       | 26     | 38:55.400   | 2    | 20     |
| 2   | 3  | Stéphane Mertens  | Ducati       | 26     | +2.740      | 3    | 17     |
| 3   | 2  | Fabrizio Pirovano | Yamaha       | 26     | +3.250      | 10   | 15     |
| 4   | 77 | Aaron Slight      | Kawasaki     | 26     | +3.400      | 5    | 13     |
| 5   | 23 | Doug Polen        | Ducati       | 26     | +3.510      | 1    | 11     |
| 6   | 25 | Davide Tardozzi   | Ducati       | 26     | +15.610     | 6    | 10     |
| 7   | 5  | Carl Fogarty      | Honda        | 26     | +24.040     | 11   | 9      |
| 8   | 31 | Simon Crafar      | Yamaha       | 26     | +33.230     | 16   | 8      |
| 9   | 27 | Fred Merkel       | Honda        | 26     | +37.450     | 9    | 7      |
| 10  | 30 | Juan López Mella  | Honda        | 26     | +37.760     | 13   | 6      |
| 11  | 66 | James Knight      | Kawasaki     | 26     | +37.850     | 14   | 5      |
| 12  | 99 | Jean-Yves Mounier | Yamaha       | 26     | +39.070     | 19   | 4      |
| 13  | 24 | Jeffry de Vries   | Yamaha       | 26     | +39.450     | 17   | 3      |
| 14  | 35 | Scott Doohan      | Yamaha       | 26     | +50.720     | 15   | 2      |
| 15  | 33 | Meng Heng Kuan    | Yamaha       | 26     | +1:22.900   | 20   | 1      |
| 16  | 55 | Andrew Stroud     | Kawasaki     | 25     | +1 ronde    | 12   |        |
| 17  | 46 | Simon Cheung      | Honda        | 23     | +3 ronden   | 21   |        |
| DNF | 7  | Terry Rymer       | Yamaha       | 17     | Uitgevallen | 8    |        |
| DNF | 9  | Giancarlo Falappa | Ducati       | 13     | Uitgevallen | 7    |        |
| DNF | 4  | Rob Phillis       | Kawasaki     | 10     | Uitgevallen | 4    |        |
| DNF | 37 | Trevor Jordan     | Suzuki       | 4      | Uitgevallen | 18   |        |
| DNF | 40 | Peter Smolik      | Suzuki       | 3      | Uitgevallen | 22   |        |

## Tussenstanden na wedstrijd
| Pos | Nr | Rijder            | Team     | Punten |
| --- | -- | ----------------- | -------- | ------ |
| 1   | 53 | Doug Polen        | Ducati   | 281    |
| 2   | 4  | Rob Phillis       | Kawasaki | 189    |
| 3   | 1  | Raymond Roche     | Ducati   | 174    |
| 4   | 2  | Fabrizio Pirovano | Yamaha   | 166    |
| 5   | 3  | Stéphane Mertens  | Ducati   | 138    |

1990 · 1991